# 유사과학
유사과학(類似科學, 영어: pseudoscience), 의사과학(疑似科學)은 학문, 학설, 이론, 지식, 연구 등에서 그 주창자와 연구자가 과학이라 주장하지만, 과학의 요건으로서 갖추어야 할 조건(과학적 방법)과 맞지 않을 때 일컫는 말이다. 유사과학이라는 용어는 어떤 것이 부정확하거나 심지어 기만적으로 표현되고 있음을 시사하기 때문에 멸칭으로 사용된다.
유사과학은 과학적 방법, 주장의 반증가능성, 머튼의 규범과 같이 허용된 과학적 기준을 준수하지 않기 때문에 과학과 차별화 된다는 주장이 있다. 그러나 '유사과학' 용어 자체에 대한 비판도 있다.
과학과 사이비과학의 구분은 철학적이고 과학적인 의미를 가지고 있다. 과학과 사이비과학을 구분하는 것은 건강관리, 전문가 증언, 환경정책, 과학교육의 경우에 실질적인 의미를 갖는다. 유사과학은 넓은 의미로 과거에 과학으로 불리던 원형과학을 포함하며, 이런것에 전혀 포함되지 않는 "사이비과학"으로 세부분류할 수 있다.

## 유래
유사과학(pseudoscience)이라는 용어는 '거짓된'이라는 의미를 가진 유사(pseudo)라는 말과 '과학(science)'이라는 말로 이루어져 있다. 즉, '유사과학'이라는 용어는 '거짓된 과학'임을 의미하고 있다. "유사과학"이라는 용어는 적어도 18세기 말에 나타난 것으로 보이지만 명확한 개념은 1844년 Northern Journal of Medicine 387 쪽에서 "어떤 혁신과 정반대되는 종류는 스스로를 과학의 한 갈래로 여겨졌다고 표명하는데 이런 것을 유사과학이라고 한다. 이것은 단지 흔히 사실이라 여겨지는 것들로 구성되고, 여러 원리들을 숨기거나 속여서 오해를 부르고, 이것으로 서로 연결된다."라고 쓰였고, 그 이전 기록에는 1843년 프랑스 생리학자 프랑수아 마장디가 쓴 적이 있다.
유사과학에 대한 설명을 따지면, 20세기 중반에는 칼 포퍼가 반증주의를 도입했다. 반증주의는 과학적인 것에서 그 결과는 반증될 수 있어야 한다는 것이다. 그는 점성술을 유사과학의 예시로, 아인슈타인의 상대성이론을 과학의 예로 사용했다.
1978년 캐나다의 철학자인 폴 태가드는 유사과학은 다른 이론들에 비해 오랜 시간 동안 발전이 적고, 이론의 문제를 다루는데 실패한다고 제안했다. 1983년 아르헨티나의 철학자, 물리학자인 마리오 붕헤는 과학과 유사과학을 구분할 때 믿음의 영역과 연구의 영역으로 구분하고 전자는 주로 개인적이고 주관적이고, 후자는 특정한 체계적인 접근법을 포함하고 있는 것으로 제안했다.

## 과학과 유사과학
유사과학과 과학은 서로 밀접한 관계를 가지고 있으나, 과학이 될 요건을 갖추지 못한 유사과학이 사회 분위기에 따라 과학이 될 수 있는 것은 아니다. 과학철학 분야의 일부 이론가들은 이론을 받아들이는 대중이 존재하는 시간, 공간, 그리고 사회 분위기에 따라 유사과학이 과학이 되기도 하고 과학이 유사과학이 되기도 한다고 주장한다. 현재는 유사과학으로 받아들여지는 것들이 예전에는 과학이었던 경우도 있고, 예전에는 유사과학이었던 것들이 현재는 과학으로 받아들여지는 경우가 있다는 것이다.

### 과학적 방법론
일반적으로, 모든 경우의 경계의 문제에 대해 어떠한 추측, 이론, 혹은 논리가 과학인가 아닌가를 판별하는 기준은 과학적 방법론에 기초한다. 많은 과학철학자들은 오랜 시간 동안 과학적 방법론이란 무엇인가에 대해 탐구해 왔고, 더 완벽한 과학의 판별 기준을 찾기 위해 노력해 왔다. 과학적 방법론에 의거하여 설명한다는 것은 곧, 연역과 귀납의 논리학을 바탕으로 관찰-이론-실험-재현을 바탕으로 어떠한 문제를 풀어낸다는 것이다. 이러한 과학적 방법론에 의거하여 어떤 이론을 설명하고 있다면 그것은 과학적인 것이라고 말할 수 있다. 이러한 원리는 주어진 현상에 관련된 가설이나 이론이 타당하고 신뢰할 수 있는지를 결정하기 위한 추가 조사를 가능하게 하기 위해 동일한 조건으로 실험이 측정적으로 재현될 수 있도록 하기 위한 것이다. 표준은 과학적 방법을 전체적으로 적용하도록 요구하고 있으며, 편견은 통제되거나 제거되어야 한다. 실험 또는 환경 조건을 포함하여 수집된 모든 데이터는 정밀 조사를 위해 문서화되고 동료 검토에 사용할 수 있을 것으로 예상되며, 결과를 확인하거나 변조하기 위해 추가 실험이나 연구를 수행할 수 있다. 유의성, 신뢰도, 오류의 통계적 수량화도 과학적 방법의 중요한 도구다. 유사과학과 과학은 모두 자연 현상에 대한 탐구를 기본으로 한다는 비슷한 점이 있다. 그러나 과학은 유사과학과 그 방법론에서 다른 점을 보인다는 것이다. 과학과 유사과학을 구분하여 판별할 수 있는 가장 중요한 기준은 과연 그것이 "과학적 방법론을 사용하는가"라는 것이다. 과학적 방법론의 요건을 충족하지 않기 때문에 과학이 아니라는 것이다.

### 반증가능성
20세기 중반, 철학자 칼 포퍼는 과학과 비과학을 구별하기 위한 반증가능성의 기준을 강조했다. 진술, 가설 또는 이론은 거짓으로 증명될 수 있는 내재적 가능성이 있는 경우 거짓 또는 반증이 있다. 즉, 그들을 부정하는 관찰이나 주장을 잉태하는 것이 가능하다면 말이다.

### 머튼적 기준
1942년, 로버트 머튼은 그가 실제 과학을 만드는 것으로 특징지은 5가지 "규범"의 집합을 확인했다. 만약 어떤 규범이라도 위반된다면 머튼은 그 기업을 비과학적이라고 생각했다. 이것들은 과학계에서 널리 받아들여지지 않는다.

### 구획 문제
과학철학에서 구획 문제(Demarcation Problem, 혹은 Boundary Problem)라고 불리는 논제가 있다. 이는 곧 "어디까지가 과학의 경계인가?"라는 질문을 의미하는데, 과학과 유사과학, 과학과 비과학, 과학과 철학, 과학과 종교 사이의 경계를 정의하는 방식에 관한 논의이다.
토마스 쿤은 자신의 저서 《과학 혁명의 구조》에서 패러다임이라는 개념을 제시하였다. 패러다임이란 한 시대, 한 공간에서 그 사회의 과학적 문제를 해결하는 수단이 발전함에 따라 패러다임도 변화한다고 주장하였다. 그가 제시한 바에 따르면, 패러다임의 가치와 중요성은 그 패러다임을 이용하여 새로운 문제를 풀어내는 방법에 있다. 이러한 설명을 채택함에 따라, 유사과학을 "어떤 패러다임이 지배하고 있는 과학 내에서 그 패러다임이 요구하는 설명을 제공하지 못하는 것"으로 정의할 수 있다. 다만, 패러다임이론이 성립하기 힘든 생물학 분야와 같은 경우는 이와 조금은 다르게 볼 수 있다.

### 용어에 대한 비판
파울 파이어아벤트와 같은 과학의 철학자들은 과학과 비과학의 구별은 가능하지도 바람직하지도 않다고 주장했다.
래리 라우든은 사이비과학이라는 용어는 과학적인 의미가 없으며 우리의 감정을 설명하는 데 주로 사용된다고 제안했다. "우리가 일어서서 이성의 편에 서려면, 우리의 어휘에서 '유사과학'이나 '비과학적'과 같은 용어를 삭제해야 한다. 그것들은 우리에게 감정적인 작용을 할 뿐"이라고 하였다. 마찬가지로 리처드 맥널리(Richard McNally)도 '유사과학'이라는 용어는 선동적인 유행어에 지나지 않는다고 하였다.

## 유사과학의 종류

### 원형과학
원형과학(proto science)이란 아직 과학으로 인정받지 않고 있으나, 후에 과학으로 발전할 가능성이 있는 것을 의미한다. 반대로 과거에 원형과학에서 과학의 기초가 되었으나 현재에는 원형과학이 더 이상 아닌 것들(연금술, 점성술 등)도 있다. 토마스 쿤의 패러다임의 개념을 적용하면, 원형과학의 내용은 그 가설이 처음 제시될 당시의 패러다임이 요구하는 바를 충족하지 못하지만, 후에 패러다임이 바뀌면서 새로운 패러다임이 요구하는 것을 모두 제시할 수 있기 때문에 과학으로 인정받게 되는 것으로 설명할 수 있다.

### 쓰레기 과학 (사이비과학)
이와는 별개로, 의도적인 데이터 왜곡과 정해놓은 결론만을 강요하는 형태의 주장을 "쓰레기 과학(Junk Science)"이라고 하며, 이는 원형과학에 해당할 수 없고 단지 낭설이나 반과학적인 성향을 보여주는 유사과학에 해당한다. 그 대표적인 예시는 바로 기후변화를 부정하는 자들의 주장으로서, 쓰레기 과학이라는 단어는 바로 이 사건 때문에 처음 사용되었다. 쓰레기과학의 어원은 환경과학을 공격하기 위한 일부 기업들에서 만들어낸 단어였지만, 결국은 그 기업들이 하는 행위가 쓰레기과학의 정의에 더 부합했기에 역으로 현재에는 이러한 기후변화를 부정하는 기업들의 유사과학이 쓰레기과학으로 불리게 되었다. 현재 사용되는 정의에 따르면 쓰레기과학에 해당하는 유사과학들은 과학발전에 도움을 주지 못하고 오히려 방해를 하는 경우가 대부분이며, 창조과학이나 지적설계와 같은 것이 쓰레기과학에 속한다. 다만 기후변화 부정만을 쓰레기과학이라고 부르고, 그외의 것들을 사이비과학이라고 부르기도 한다.

### 반과학
과학적 발견과 방법론, 그리고 과학이라는 속성 그 자체에 대해 반대하는 주장으로서, 과학에 대한 이해가 부족한 경우 자신들의 주장이 과학이라고 왜곡하는 경우도 존재한다. 창조과학이나 지적설계, 지구온난화 반대, 평평한 지구 등은 반과학의 대표적인 예이다. 위의 다른 것들과 겹치는 분류를 가지는 것이 많은데, 일반적으로 반과학이라 함은 기존의 과학에 대한 공격성을 함의한다는 점에서 분류하며, 과학에 대한 혐오발언으로 해석할 수 있다.

### 유사의학
유사과학이 의술과 같은 방식에 이용되는 경우, 이를 유사의학이라고 부른다. 대체 암 치료법 혹은 안티백신운동과 같이 사회적 문제를 일으키는 경우가 많다.

### 유사과학, 원형과학, 그리고 과학의 발전
패러다임의 개념을 이용하여 유사과학, 원형과학, 그리고 과학의 발전 과정에 대해 설명하면 다음과 같다. 어떤 가설 A와 B가 존재한다고 가정하자. 어떤 시점 T1에서 A는 T1의 패러다임을 충족하고, B는 T1의 패러다임을 충족하지 못한다. 그렇다면 시점 T1에서 A는 과학이고 B는 유사과학이다. 그리고 시간이 흘러 패러다임이 바뀌고, 어떤 시점 T2에 이르렀을 때 A는 T2의 패러다임을 충족하지 못하고 B는 T2의 패러다임을 충족한다고 하자. 그렇다면 시점 T2에서 A는 유사과학이고 B는 과학이다. 또한 시점 T2에서 바라본 시점 T1에서의 가설 B는 원형과학이라고 할 수 있다. 다만 쓰레기과학에 해당하는 것은 이런 패러다임과 관련없이 항상 유사과학에 해당한다고 이야기할 수 있다.

## 유사과학의 가능성 있는 지표
다음 항목들은 유사과학인지 구분할 수 있는 한 예이다.
- 애매하거나 과장되거나 증명할 수 없는 주장이 포함된다.
  - 정밀하고 확실한 증거 없이 애매한 주장을 하는 경우[10]
  - 조건이 부족하거나 제대로 된 제어가 없는 경우
- 논박보다는 확인에 너무 의존한다.
  - 관측이나 실제 실험에서 반증될 수 있다는 논리적 가능성을 허용하지 않는 경우 (반증주의)[11]
- 다른 전문가들에게 개방성이 적다.
  - 결과를 알리기 전에 다른 전문가들에게 평가를 받지 않으려는 경우[12]
- 개선이 없다.
  - 주장과 모순되는 증거에 대해 수정이 없는 경우[13]
- 주제의 개인화
  - 가까운 집단 안이나 집단사고 등에서 이성적인 이유 없이 믿음을 강요하고 비판하는 사람을 적으로 모는 경우[14]
  - 학회에서 결과를 은폐하려는 음모가 있다고 주장하는 경우[15]
- 오해하기 쉬운 말을 쓴다.
  - 주장의 신뢰성을 높이기 위해 과학적인 것 같은 말을 만들고 거짓이거나 의미없는 말을 믿도록 하는 경우
  - 과학계에서 사용하는 단어를 일상적인 단어와 혼용함으로써, 혼란을 유발하게한다.
    - (예: 유전정보는 과학계에서 유전자 다양성으로 정의되나, 유사과학을 주장하는 자들의 경우 이를 기능의 수, 유전자 총량, 유전체 총량 등으로 돌려가며 의미를 왜곡해 사용하여 항상 증가하는 유전정보를 증가하지 않는다고 주장한다.)
- 전공이나 학위가 해당 분야에서 요구하는 것과 일치하지 않는 경우.
- 논리적 오류를 많이 저지른다.

## 유사과학의 예
유사과학은 원형과학의 속성을 가지지 않으면서 쓰레기과학의 범주에 머물러 있는 것을 포함한다.

### 창조과학과 지적설계
유사과학의 대표적인 예시로는 창조과학과 지적설계가 있다. 종교적인 경전을 통한 신념인 창조론을 과학이라고 주장하며, 이미 사실로 밝혀진 진화를 부정하면서, 실제 과학논문들을 인용하지만 일부만을 발췌하거나 내용을 왜곡시키는 행동을 주로 하는 창조과학과, 종교적인 색체를 버리고 형이상학을 주장하면서 환원 불가능한 복잡성 등 자연계에는 실제 존재하지 않는 개념들을 끌어와 주장하는 지적설계는 단순히 유사과학의 수준을 넘어 사회적 문제를 일으키고 있다. 창조과학과 지적설계는 단순히 과학적 사실을 부정하기에 유사과학인 것만이 아니라, 주관적인 기준으로 과학적 데이터를 왜곡하며, 어떤 연구활동도 이루어지지 않고 아이들에 대한 서적을 내는 등 프로파간다에 불과한 주장들을 과학이라고 억지하기 때문이다. 이는 창조과학회의 주장들의 낮은 신빙성 항목에 잘 정리되어 있다. 창조과학은 원형과학으로서의 속성도 띄지 않으며, 반지성주의 운동이자 쓰레기과학의 범주에 해당한다.

### 그외
- 플랫 어스
- 골상학
- 게임뇌
- 적성과 지문의 상관관계

"지문 적성 연구소"라는 단체에서 지문이 아이의 적성과 관련있다는 비과학적 주장을 하고 있다.

## 논란의 대상들
다음의 것들은 원형과학적 성격을 갖거나, 과학의 정의에 대한 논란과 관련이 있거나, 문화적, 철학적, 사상적, 정치적 논란과 관계가 있다. 이 때문에 유사과학이라는 주제에서 다루어야 하는지에 대한 논란이 존재한다.

### 물은 답을 알고 있다
에모토 마사루의 책 《물은 답을 알고 있다》에서 저자는 인간의 생각이 물에 영향을 끼친다고 주장하고, 영하 20도에서 물을 얼릴 때 클래식음악이나 사랑과 감사의 언어를 들려주면 결정이 아름다워지고, 헤비메탈이나 욕설을 들려주면 결정이 추하게 형성된다고 주장했다. 이 주장이 포함하는 '아름답다'와 '추하다'의 주관적 심리현상에 대해 심리학적, 의학적 계량화가 제시되어 있지 않다. 또한 클래식음악이나 헤비메탈, 혹은 사랑과 감사, 욕설과 같은 물리-심리 현상에 대해 객관적으로 받아 들여질 있는 엄밀한 기준이 제시되어 있지 않다. 이와 같은 계량화와 기준들은 현대의 철학, 심리학, 인지과학, 의학, 문화인류학, 예술학, 물리학 등에서 충분한 학제 내부의 자체 연구 혹은 학제간 연구가 이루어지지 않았다. 이로 인해 '물은 답을 알고 있다'라는 유사과학의 사례를 들 때 거론되는 이름이 되었다.

### 점성술
점성술의 스스로에 대한 평가 여부와는 별도로 논란이 존재한다. 점성술은 행성이나 항성과 같은 천체의 위치와 천체 간 상호관계를 통하여 개인의 성격이나 인생, 국가적 사건 등에 대한 정보를 파악할 수 있다고 보는 술법, 믿음 등을 총체적으로 의미한다. 점성술은 천문학에 영향을 주는 원형과학에서 시작했으나,
폴 타가드는 다음 이유들로 점성술을 유사과학으로 구분한다.
- 추가된 설명이 프톨레마이오스 이후로 없다.
- 천문학의 세차운동 같은 중요한 문제들을 무시한다.
- 성격과 행동에 관한 다른 이론들이 진보해서 점성술을 아우른다.
- 아직 해결되지 않은 문제를 해결하거나 다른 이론들을 관련지어서 이론을 비판적으로 평가하지 않는다.

#### 점성술과 천문학
앞에서 말한 과학과 유사과학, 원형과학의 분류를 적용하면 점성술은 수천 년 전의 입장에서 과학이지만 현대의 패러다임, 즉 과학적 방법론에 의한 탐구라는 조건을 만족할 수 없기 때문에 현대에는 과학으로 받아들여지지 못하는 개념이 된다. 반면, 점성술에서는 개인이나 국가의 운명을 점치기 위해서 더 많은 별과 행성의 데이터가 필요했고, 이에 따라 천체 관측 기술과 자료가 축적되게 되었다. 이는 근대 천문학의 발전에 큰 영향을 주었고, 이러한 관점에서 과거의 점성술은 원형과학의 일종으로도 볼 수 있다.

### 연금술
연금술은 '금의 제작'을 목적으로 하는 중세 문화의 일종이다. 근대 과학 이전 단계의 과학과 철학적인 시도로서, 화학, 금속학, 물리학, 약학, 점성술, 기호학, 신비주의 등을 거대한 힘의 일부로 이해하려는 운동으로 해석할 수 있다. 그러나 연금술은 과학적 방법론에 의거하지 않았으며, 실제로 금을 만들었다는 기록이 가끔 존재하기는 하지만 이 역시 재현할 수 없다는 점에서 현대 과학의 패러다임을 만족하지 않는다. 그러나 연금술의 연구를 위해 발전된 여러 가지 실험 기법과 기구들은 근대 화학의 발달 과정에서 많은 역할을 하게 되었다. 이런 관점에서, 연금술 역시 원형과학의 일종으로 볼 수 있다.

### 그 외의 대상과 논란
- 음양오행설 - 현실의 문화적 행동양식에 큰 영향을 미치는 동양철학의 주요한 사상을 유사과학을 다루는 다소 협소한 문서에서 다루는 것은 부적절한 사례일 수 있다
- 수맥 - 원형과학적 성질을 가진다
- 강신술 - 심리-문화-문학-민속적 성격을 갖는 문화인류학적 현상이다
- 예지  - 심리-문화적 성격을 갖는 현상이며 예측과 명확히 구분되기 힘들다
- 초심리학  - 심리-문화적 성격을 갖는 현상을 연구한다
- 정신분석학  - 심리-문화적 성격을 갖는 현상을 연구하며 정신의학 치료에 일부 적용된다. 실효에 대한 비판을 받고 있다.
- 반중력 - 기존 과학 이론에 대한 새로운 과학적 이론 틀의 제안으로 볼 수 있다
- 토션장(영어판) - 심리-문화적 설명 틀을 시도한다
- 바이오리듬 - 심리-문화적 성격을 갖는 현상에 대한 과학적 설명을 시도한다
- 혈액형 성격설 - 심리-문화적 인식 현상에 대해 과학적 설명틀을 시도한다
- 전환 치료, 탈동성애 운동 - 정치적 양상을 보인다
- 심리 점성술 - 점성술을 정신분석학자 융의 공시성에 입각하여 설명을 시도한다.

## 영향

### 문화적 영향
유사과학은 한 시대의 문화 전반에 매우 큰 영향을 미친다. 어느 시대에나 인구의 대부분은 과학적 지식이 충분하지 못한 상태인 경우가 대부분이다. 그렇기 때문에 과학에 무지한 사람들이 만들어가는 문화에서 유사과학이 과학인 것처럼 작용하면서 여러 가지 영향을 줄 수 있다. 유사과학은 또한 종교와 합쳐진 형태로도 문화에 영향을 끼친다. 기독교와 이슬람교를 비롯한 세계의 주요 종교들은 유사과학의 일종인 창조론을 가르치고 있고, 이는 이 종교를 믿는 사람들에게 영향을 주고 있다. 유사과학이 문화적으로 영향력이 커지면, 유사과학이 과학을 이기게 되는 때가 발생하기도 하며, 유사과학과 과학이 혼동되기도 한다. 현대까지도 점성술은 많은 사람들의 지지를 받고 있으며, 많은 사람들에게서 과학보다 점성술에 의지하는 경향을 발견할 수 있으며, 점성술과 천문학을 혼동하는 사람이 있기도 하다.
유사과학을 협소하며 엄밀히 적용할 경우인 게임뇌이론은 일본에서는 논파되었지만 대한민국에서는 신뢰하고 있는 사람들을 찾아볼 수 있다.
유사과학 논란은 대중 문화에 영향을 끼친다. 논란의 예시로 앞에서 언급된 물은 답을 알고 있다라는 책은 대중적으로 인기를 끌고 있다. 유튜브에 "Water Crystal"이라고 검색하면, 이 이론과 관련한 많은 검색 결과가 나온다.

### 역사적 영향
유사과학은 역사에도 많은 영향을 준다. 대표적인 예로는 중세 유럽을 기독교가 지배함으로써 과학 발전을 저해한 것을 들 수 있다. 고대 그리스의 철학자 아리스토텔레스의 이론은 기독교의 교리를 교황청이 만족할 수 있을 만큼 잘 충족시켰고, 이렇게 정립된 '진리', 즉 기존의 이론에 대응되는 가설들은 출판이 금지되고, 종교 재판에 넘겨지기도 했다. 이러한 사회적 분위기는 과학의 발전을 방해하는 매우 큰 요소로 작용하긴 했다. 또한 과학에 대한 관점이 과학의 발전에 영향을 주기도 한다. 고대 동아시아의 과학기술 발전은 국가 중심적이면서 결과 중심적인 경향을 보였고, 이로 인해 국가적인 지원이 뒷받침되었지만 과학에 대한 신비주의적 입장이 고수되고, 또 국가가 과학 기술의 연구와 사용을 제한함으로써 기초과학의 발전에 도화선을 지피지 못했다는 이론이 지배적이다. 한편, 유사과학과 과학이 충돌하는 경우도 존재한다. 앞에서 언급한 (기독교적) 사회적 관념이 상대적으로 약했던 지역, 즉 교황청의 지배에서 비교적 자유로웠던 독일이나 폴란드, 덴마크 등의 과학자들인 코페르니쿠스와 티코 브라헤, 요하네스 케플러 등을 중심으로 일어난 과학 혁명은 이러한 유사과학적 사회 분위기에 사로잡혀 있던 서부 유럽 사회에 영향을 줄 수 있었다. 이렇게 유사과학과 과학은 독자적으로 사회에 영향을 주기도 하고, 또 서로가 영향을 주고 받으면서 사회를 변화시키기도 한다.

## 같이 보기
- 토션 필드(영어판)
- 옴팔로스 가설(영어판)
- 인디고 칠드런
  - 크리스털 칠드런(crystal children)
  - 레인보우 칠드런(rainbow children)